# Natalia Yegorova

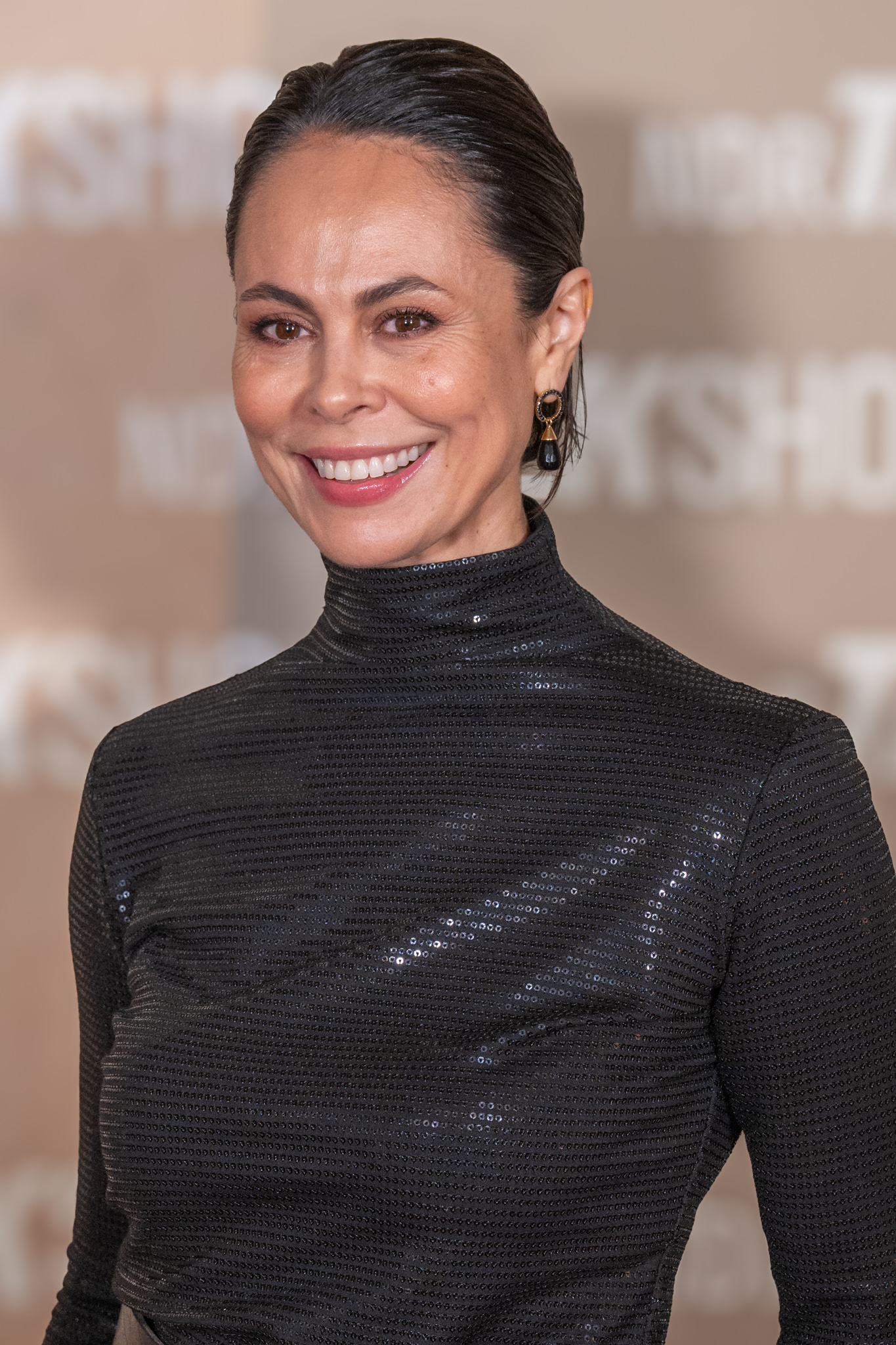
Natalia Yegorova (2023)

Natalia Yegorova, ehemals Natalia Klitschko (ukrainisch Наталія Валеріївна Єгорова (Кличко) / Natalija Walerijiwna Jegorowa (Klytschko); * 26. Februar 1974 in Browary, Oblast Kiew, Ukrainische SSR, Sowjetunion) ist eine ukrainische Sängerin, Aktivistin und ehemaliges Model.

## Leben
Yegorovas Eltern waren Musiker. Sie sang im Kindesalter bei Familienfeiern, im Pionierchor und in der Schule in Browary solo. 1991, zum Ende der Schulzeit, beabsichtigte sie Gesang zu studieren, doch der Zerfall der Sowjetunion vereitelte ihre Pläne, als es für die Familie um das Überleben im neuen Alltag ging. 2011 nahm sie Gesangsunterricht. 2014 gab sie in Hamburg ein erstes öffentliches Konzert und sang bei einem WM-Kampf ihres Schwagers Wladimir Klitschko in der König-Pilsener-Arena in Oberhausen die ukrainische Nationalhymne. 2016 veröffentlichte sie das Album Naked Soul mit Liedern vor allem in Ukrainisch und Russisch.
Yegorova war 2023 Kandidatin der 16. Staffel von Let’s Dance und belegte den 12. Platz.

## Privatleben
Yegorova heiratete 1996 den Boxer und späteren Politiker Vitali Klitschko. Mit den drei gemeinsamen Kindern – zwei Söhne (* 2000, * 2005) und eine Tochter (* 2002) – und weiteren Familienangehörigen zog Yegorova unmittelbar nach dem russischen Überfall auf die Ukraine im Februar 2022 nach Hamburg. Im August 2022 gaben Klitschko und Yegorova, die ihren Geburtsnamen wieder annahm, ein bereits jahrelanges Getrenntleben und die Einreichung der Scheidung bekannt.

## Musik
Alben
- 2016: Naked Soul

Singles
- 2017: Hello Christmas
- 2022: Better Day